# Biela jaskyňa
Biela jaskyňa je přírodní památka ve správě příspěvkové organizace Správa slovenských jeskyní.
Nachází se v katastrálním území obce Letanovce v okrese Spišská Nová Ves v Košickém kraji. Území bylo vyhlášeno v roce 1994 a novelizováno v roce 2012.
Předmětem ochrany je jeskyně zpřístupněná návštěvníkům a to za účelem poznávaní přírodních a historických hodnot tohoto přírodního útvaru.
Jeskyně se nachází na pravé straně Klášterské rokliny a tvoří ji dvě samostatné dutiny. Jeskyně vznikla v triasových vápencích. Je volně přístupná se vstupem na vlastní nebezpečí.